# مجلة صورة المرأة
مجلة صورة المرأة Bild der Frau هي مجلة نسائية أسبوعية تصدر باللغة الألمانية في هامبورغ بألمانيا.

## تاريخ المجلة وملفها الشخصي
تأسست مجلة صورة المرأة Bild der Frau في مارس عام 1983. يقع المقر الرئيسي للمجلة في هامبورغ. كانت المجلة جزءًا من مجموعة أكسل شبرينقر وكانت تُنشر بواسطة شركة أكسل شبرينقربشكل أسبوعي. قامت مجموعة أكسل شبرينقر في يوليو 2013 ببيعها هي والعديد من المجلات الأخرى إلى مجموعة سبارك الاعلامية Funke Mediengruppe.
تعتبر مجلة صورة المرأة مجلة تابلويد كاملة الألوان تحتوي على مقالات متعلقة بالموضوعات المتعلقة بالمرأة. تشغل ساندرا إيمور منصب رئيس تحرير المجلة منذ بدأ موقعها الإلكتروني في عام 2001.

## التداول
باعت مجلة صورة المرأة Bild der Frau في عام 1987 حوالي 2.5 مليون نسخة. وخلال الربع الثالث من عام 1992، بلغت مبيعات المجلة 2,094,000 نسخة. كان التداول الأسبوعي للمجلة يُقدّر بـ 2,108,309 نسخة بين أكتوبر وديسمبر 1994، وبلغ توزيعها في عام 1999 300 777 1 نسخة.
وخلال الربع الأخير من عام 2000، بلغ تداول المجلة الأسبوعية 1,662,502 نسخة. وأصبحت المجلة في عام 2001 في المرتبة الحادية عشرة لأكثر المجلات النسائية مبيعًا في جميع أنحاء العالم مع توزيع بلغ 1,663,000 نسخة. كان متوسط توزيع نسخ المجلة 1,186,000 نسخة في عام 2003. كما بلغ توزيعها في الربع الأخير من عام 2006 1,083,300 نسخة. ارتفع عدد المبيعات إلى 1,478,000 نسخة لعام 2006 ككل.
باعت مجلة صورة المرأة Bild der Frau حوالي 1,085,258 نسخة خلال الربع الثاني من عام 2007. ونشرت المجلة 1,021,098 نسخة في عام 2009، مما يجعلها المجلة الأسبوعية الأكثر مبيعًا في أوروبا. بلغ تداول المجلة في عام 2012 حوالي 897600 نسخة. وخلال الربع الثاني من عام 2016، بلغت مبيعات المجلة حوالي 777.050 نسخة، مما يجعلها المجلة النسائية الأكثر مبيعًا في البلاد.

## روابط خارجية
- الموقع الرسمي